# Горно Власи
Горно Вла̀си (на гръцки: Εσώβαλτα, Есовалта, до 1926 година  Έσω Βλάχ, Есо Влах) е село в Република Гърция, дем Пела, област Централна Македония.

## География
Селото се намира в източната част на Солунското поле, на 5 km северозападно от Пласничево (Крия Вриси) и на 20 km югозападно от град Енидже Вардар (Яница).

## История

### В Османската империя
В края на XIX век Горно Власи е село в Ениджевардарска каза на Османската империя. Александър Синве („Les Grecs de l’Empire Ottoman. Etude Statistique et Ethnographique“), който се основава на гръцки данни, в 1878 година пише, че в Като Власи (Kato Vlassi), Воденска епархия, живеят 150 гърци. Според статистиката на Васил Кънчов („Македония. Етнография и статистика“) в 1900 година във Власи Горно и Долно живеят 330 българи и 40 цигани.
На 22 ноември 1909 година гръцкият андартски капитан Гоно Йотов в свой доклад дава отчет за свършената от него работа в Ениджевардарско:
| „ | На 20.05 с цел само да задържа някои, за да им дам напътствия да се върнат в православието, тръгнах за село Янчища. Но не успях да задържа никой, убих един от тези, които се опитаха да избягат. След това отидох в Призна и се занимавах повече с това да сплаша хората или да ги убедя така че, селата от Сланица да се върнат в православната вяра. Имах положителен резултат със селата Балъджа, Кариотица, Призна, Вреж, Плугар, Пласна, Голо село и Власи. | “ |

При избухването на Балканската война в 1912 година един човек от Власи е доброволец в Македоно-одринското опълчение.

### В Гърция
В 1912 година през Балканската война Долно Власи е окупирано от гръцки части и след Междусъюзническата война в 1913 година остава в Гърция. 
Боривое Милоевич пише в 1921 година („Южна Македония“), че Турско Власе има 8 къщи цигани мохамедани.
В 1926 година името на селото е сменено на Есовалта. В 1935 година, след пресушаването на Ениджевардарското езеро и извършените в района мелиоративни дейности, в селото са заселени голям брой власи. По време на Гражданската война в селото се заселват и голям брой влашки семейства от Голема Ливада. Според Тодор Симовски към 1991 година от 988 жители половината са с местен произход, а другата половина са власи.
Землището е високо плодородно и се произвеждат големи количества овощи - праскови и ябълки, както и памук и жито. Отглеждат се и крави и овце.
| Име       | Име       | Ново име  | Ново име   | Описание                                         |
| --------- | --------- | --------- | ---------- | ------------------------------------------------ |
| Бегоци    | Μπεγκότσι | Прагмата  | Πράγματα   | местност на ЮЗ от Горно Власи и на ЮИ от Чичегъс |
| Селифенди | Σελιφέντι | Пердикас  | Πέρδικας   | местност на З от Горно Власи и на И от Чичегъс   |
| Глог      | Γκλόπ     | Ангати    | Άγκάθι     | местност на С от Чичегъс и на Ю от Прахняни      |
| Вир       | Βίρ       | Ватилакос | Βαθύλακκος | река на С от Горно Власи, ляв приток на Колудей  |

| Година    | 1913 | 1920 | 1928 | 1940 | 1951 | 1961 | 1971 | 1981 | 1991 | 2001 | 2011 | 2021 |
| --------- | ---- | ---- | ---- | ---- | ---- | ---- | ---- | ---- | ---- | ---- | ---- | ---- |
| Население | 88   | 219  | 239  | 478  | 682  | 847  | 913  | 985  | 988  | 989  | 862  | 726  |

## Личности
Родени в Горно Власи
- Антониос Астерьос (р. 1952), гръцки политик от Нова демокрация
- Кольо Кръстев (1882 – ?), македоно-одрински опълченец, роден в Горно или Долно Власи, Първа отделна партизанска рота, Сборна партизанска рота на МОО[11]
- Христос Дзидзимикас (р. 1963), гръцки музикант